# Ащиагар
Ащиагар (каз. Ащыағар, Aşyağar) — річка в Мангистауській області Казахстану. Розташована за 40 км на схід від міста Актау.
Довжина річки становить 150 км, площа басейну близько 15 000 км. Витік Ащіагара розташований на південних схилах Каратау протікає західною частиною западини Карагіє і губиться в сорі Батир. Ширина русла 10-50 м, висота берегів 1-4 м.
Вода прісна. Живлення річки переважно снігове. Середня річна витрата води біля гирла близько 5 м3/с. У квітні спостерігається повінь із підвищенням рівня на 4-5 м щодо звичайного. Замерзає в середині грудня (товщина льоду до кінця зими сягає 0,5 м), скресає на початку березня.